# Joodse begraafplaats (Heerenveen)
De Joodse begraafplaats in Heerenveen bestaat sinds 1804. De joodse begraafplaats, gelegen in Veensluis op de grens van Het Meer en De Knipe, was in gebruik tussen 1860 en 1880. In 1883 werd de Joodse begraafplaats in Oranjewoud aangekocht.